# Homunculus (manga)
Homunculus (jap. ホムンクルス Homunkurusu) – manga autorstwa Hideo Yamamoto, publikowana na łamach magazynu „Big Comic Spirits” wydawnictwa Shōgakukan od marca 2003 do lutego 2011. Całość została zebrana w 15 tomach.
Na jej podstawie powstał film live action w reżyserii Takashiego Shimizu, którego premiera odbyła się w kwietniu 2021.

## Fabuła
Trepanacja to zabieg polegający na wierceniu otworów w ludzkiej czaszce, rzekomo w celu zwiększenia krążenia krwi i poprawy ciśnienia wewnątrz czaszki, co ma prowadzić do uwolnienia „szóstego zmysłu” i zapewnienia człowiekowi nadludzkich zdolności, takich jak ESP (postrzeganie pozazmysłowe), widzenie duchów czy poruszanie przedmiotami za pomocą umysłu. Jest to fikcja spekulacyjna oparta na koncepcji trepanacji.
Susumu Nakoshi to 34-letni bezdomny mieszkający w swoim samochodzie. Przez dwa tygodnie odmawiał zaproszeń innych bezdomnych, by rozbić z nimi namiot, woląc spać w aucie. Pewnego dnia zaczepia go jednak dziwnie wyglądający mężczyzna, który poszukuje ochotników do poddania się zabiegowi trepanacji. Nakoshi każe mu odejść i wyrzuca ulotkę, którą tamten zostawił na jego przedniej szybie. Kiedy jednak jego samochód zostaje odholowany, Nakoshi zgadza się, by student medycyny Manabu Ito wywiercił mu otwór w czaszce w zamian za 700 000 jenów. Ito twierdzi, że interesuje się trepanacją w imię nauki – fascynuje go ludzki umysł, ESP oraz szósty zmysł, a jego celem jest obalenie istnienia zjawisk paranormalnych. Ojciec Ito jest bogatym dyrektorem szpitala i posiada własne laboratorium. Ito przeprowadza zabieg trepanacji na Nakoshim i wykonuje różne testy związane z ESP. Gdy Nakoshi wyjawia, że używając wyłącznie lewej strony ciała widzi zniekształconych ludzi, Ito przeprowadza badania i odkrywa, że Nakoshi potrafi dostrzegać homunkulusy.

## Manga
Seria była publikowana od 17 marca 2003 do 21 lutego 2011 w magazynie „Big Comic Spirits” wydawnictwa Shōgakukan. Jej rozdziały zostały zebrane w 15 tankōbonach, wydawanych od 30 lipca 2003 do 28 kwietnia 2011. Między 5 maja 2015 a 15 stycznia 2016 ukazywała się także 10-tomowa edycja bunkoban.
W Polsce prawa do dystrybucji edycji bunkoban nabyło wydawnictwo Waneko.

### Edycja tankōbon
| Nr | Data wydania (język japoński) | ISBN (język japoński)  |
| -- | ----------------------------- | ---------------------- |
| 1  | 30 lipca 2003                 | ISBN 978-4-09-187071-1 |
| 2  | 30 kwietnia 2004              | ISBN 978-4-09-187072-8 |
| 3  | 30 lipca 2004                 | ISBN 978-4-09-187073-5 |
| 4  | 24 grudnia 2004               | ISBN 978-4-09-187074-2 |
| 5  | 28 lutego 2005                | ISBN 978-4-09-187075-9 |
| 6  | 30 sierpnia 2005              | ISBN 978-4-09-187076-6 |
| 7  | 30 listopada 2006             | ISBN 978-4-09-180772-4 |
| 8  | 29 czerwca 2007               | ISBN 978-4-09-181068-7 |
| 9  | 29 lutego 2008                | ISBN 978-4-09-181747-1 |
| 10 | 28 sierpnia 2009              | ISBN 978-4-09-182129-4 |
| 11 | 26 grudnia 2009               | ISBN 978-4-09-182250-5 |
| 12 | 27 lutego 2010                | ISBN 978-4-09-183018-0 |
| 13 | 30 lipca 2010                 | ISBN 978-4-09-183353-2 |
| 14 | 25 grudnia 2010               | ISBN 978-4-09-183535-2 |
| 15 | 28 kwietnia 2011              | ISBN 978-4-09-183790-5 |

### Edycja bunkoban
| Nr | Język japoński       | Język japoński         | Język polski         | Język polski |
| Nr | Data wydania         | ISBN                   | Data wydania         | ISBN         |
| -- | -------------------- | ---------------------- | -------------------- | ------------ |
| 1  | 15 maja 2015         | ISBN 978-4-09-196012-2 | 10 października 2025 |              |
| 2  | 15 maja 2015         | ISBN 978-4-09-196013-9 | —                    |              |
| 3  | 13 czerwca 2015      | ISBN 978-4-09-196014-6 | —                    |              |
| 4  | 15 lipca 2015        | ISBN 978-4-09-196015-3 | —                    |              |
| 5  | 12 sierpnia 2015     | ISBN 978-4-09-196016-0 | —                    |              |
| 6  | 15 września 2015     | ISBN 978-4-09-196017-7 | —                    |              |
| 7  | 15 października 2015 | ISBN 978-4-09-196018-4 | —                    |              |
| 8  | 13 listopada 2015    | ISBN 978-4-09-196019-1 | —                    |              |
| 9  | 15 grudnia 2015      | ISBN 978-4-09-196020-7 | —                    |              |
| 10 | 15 stycznia 2016     | ISBN 978-4-09-196039-9 | —                    |              |

## Film live action
We wrześniu 2020 ogłoszono, że Homunculus otrzyma adaptację w formie filmu live action. Za reżyserię odpowiadał Takashi Shimizu, a w roli głównej wystąpił Gō Ayano. Do japońskich kin film trafił 2 kwietnia 2021, a światowa premiera miała miejsce 22 kwietnia wyłącznie na platformie Netflix.

## Odbiór
Do września 2020 manga Homunculus rozeszła się w ponad 4 milionach egzemplarzy.